# François de Camps
 François de Camps  (né à Amiens le 31 janvier 1643 et mort à Paris le 15 août 1723) est un ecclésiastique français, coadjuteur dans les diocèses d'Albi puis de Glandèves, puis évêque désigné de Pamiers de 1685 à 1693, qui fut également un numismate à l'origine des collections de la Bibliothèque nationale de France.

## Biographie
François de Camps natif d'Amiens, docteur en théologie, professeur aux Petites Écoles de Port-Royal, vers 1656 est un savant numismate et un historien. Il devient vers 1666 le secrétaire de l'évêque de Mende, Hyacinthe Serroni, puis son vicaire général lorsqu'il est transféré à Albi en 1676 ; il gère son cabinet de curiosité, ce qui lui permet de commencer ses collections de monnaies cédées en 1720 à Victor Marie d'Estrées avant de revenir au roi et qui sont à l'origine du fonds des collections du Cabinet des médailles de la Bibliothèque nationale de France
François de Camps représente la province ecclésiastique d'Albi lors de l'Assemblée du clergé de 1682. Le 2 septembre 1682, il est choisi comme coadjuteur par Léon Bacoué, l'évêque de Glandèves. Il administre l'évêché pour son compte pendant deux ans puis après la mort du titulaire, sans délégation de pouvoir particulière. Il est néanmoins écarté de la succession du diocèse lorsqu'en novembre 1685 François Verjus est désigné comme évêque de Glandèves.
François de Camps est cependant désigné lui-même le 12 novembre 1685 comme évêque de Pamiers. Il doit administrer le diocèse comme vicaire capitulaire car il n'obtient jamais ses bulles de pontificales de confirmation mais il fait néanmoins achever et dédier la cathédrale Saint-Antonin de Pamiers en 1689. Cet activisme et des conflits avec son chapitre de chanoines, le font également écarter de cet épiscopat par la nomination le 8 septembre 1693 de Jean-Baptiste de Verthamon. En compensation, il est alors pourvu de l'abbaye de Signy dans le diocèse de Reims qui lui rapporte 40 000 livres de rente annuelle, de l'abbaye Saint-Marcel dans le diocèse de Cahors et de plusieurs prieurés. Il meurt à Paris le 15 août 1723.